# Edmondo de Lacy
Edmondo de Lacy (1230 – 2 giugno 1258) è stato un nobile inglese.
Edmondo de Lacy (de facto), 2º conte di Lincoln (in un altro censimento anche 4º conte di Lincoln) era figlio di John de Lacy, I Conte di Lincoln. Alla morte del padre nel 1240 ereditò i titoli e le terre di suo padre che comprendevano: Barone di Pontefract, Barone di Halton, Lord di Bowland, e Conestabile di Chester. Siccome era minorenne la sua eredità è stata tenuta per lui con la tutela dalla madre. Normalmente la sua eredità sarebbe stata tenuta sotto tutela fino al raggiungimento della maggiore età (21 anni).  Tuttavia a Edmondo fu permesso di succedere al padre a soli 18 anni di età. Era l'erede di sua madre Margaret de Quincy e alla sua morte avrebbe ereditato la contea di Lincoln, dote della madre; (il padre era stato Conte grazie ai diritti di sua moglie). Morendo prima di sua madre non diventò mai conte di Lincoln.

## Biografia
Era un proprietario terriero importante nel nord dell'Inghilterra, con una corte strategica a Stanbury che era importante per la comunicazione est-ovest, e come Signore di Pontefract possedeva il Castello di Pontefract.
Fu portato alla corte reale di Enrico III d'Inghilterra e Eleonora di Provenza, lì contrasse un matrimonio 'savoiardo' con una delle conoscenze della regina. Sposò Alasia di Saluzzo (Alice de Saluces), figlia di Manfredo III, Marchese di Saluzzo e Beatrice di Savoia e sorella di Tommaso I di Saluzzo. Alasia era stato portata in Inghilterra da Pietro II di Savoia, zio di Eleonora.
Henry de Lacy, III conte di Lincoln era il loro figlio.